# 彼得·阿伦特
彼得·阿伦特（德語：Peter Ahrendt，1934年2月2日—2013年2月），德国男子帆船运动员。他曾代表德国联队参加1964年夏季奥林匹克运动会帆船比赛，联同乌尔里希·门泽和维尔弗里德·洛伦茨获得一枚银牌。